# Kalle Grill
Kalle Emil Gordon Grill, född 24 oktober 1976 i Brämaregårdens församling, är en svensk filosof vars forskning huvudsakligen rör paternalism.